# Городищенская волость (Старобельский уезд)
Городи́щенская во́лость — историческая административно-территориальная единица Старобельского уезда Харьковской губернии с центром в слободе Городище.
По состоянию на 1885 год состояла из 5 поселений, 5 сельских общин. Население — 7744 человек (3921 мужского пола и 3823 — женского), 1096 дворовых хозяйств.
|                        | Площадь, десятин | В том числе пахотной, дес. |
| ---------------------- | ---------------- | -------------------------- |
| Сельских общин         | 13929            | 14109284                   |
| Частной собственности  | —                | -                          |
| Казенной собственности | 15560            | 4207                       |
| Другой собственности   | 249              | 157                        |
| В целом                | 29738            | 13648                      |

Основные поселения волости по состоянию на 1885 год:
- Городище — бывшая государственная слобода при реке Деркул в 68 верстах от уездного города, 3160 человек, 492 дворовых хозяйства, 2 православные церкви, школа, почтовая станция, 4 лавки, 2 ярмарки в год. За 8 верст — конный завод и православная церковь.
- Даниловка — бывшая государственная слобода при реке Деркул, 1188 человек, 194 дворовых хозяйства, православная церковь, лавка.
- Поповка — бывшая государственная слобода при реке Деркул, 1206 человек, 210 дворовых хозяйств, православная церковь, школа.
- Третяковка — бывший государственный хутор при реке Деркул, 931 человек, 150 дворовых хозяйств.

Крупнейшие поселения волости по состоянию на 1914 год:
- слобода Городище — 5537 жителей;
- слобода Поповка — 1959 жителей;
- слобода Даниловка — 2039 жителей;
- слобода Третяковка-Гнидова — 2110 жителей;
- завод Деркульский — 1230 жителей.

Старшиной волости был Григорий Илларионович Бондаренко, волостным писарем — Андрей Фёдорович Татаринов, председателем волостного суда — Андрей Иванович Середенко.